# Valle d'Aburrá

Cartina della Valle Aburrá

La Valle d'Aburrá (in spagnolo Valle de Aburrá) è il bacino naturale del fiume Medellín ed una delle più popolose vallate della 
Colombia nella Regione andina, con quasi tre milioni di abitanti. La valle si trova sulla Cordillera Centrale, sulle montagne antioquiane fra le valli Magdalena e Cauca da est ad ovest. Il nome suo deriva dall'antica lingua parlata nel luogo dagli Aburreani (Aburraes) prima che gli spagnoli la occupassero nel XVI secolo.
La valle è orientata da sud a nord, trovandosi la parte meridionale al livello sul mare maggiore. L'altitudine delle montagne che circondano la valle (montagne occidentali ed orientali) può raggiungere i 2.800 mentre il punto meno elevato si trova a 1.300 m s.l.m.
Dal suo confine naturale settentrionale alla sua parte meridionale la valle è lunga circa 60 km, ma la sua larghezza varia parecchio, essendo la parte più ampia, corrispondente alla municipalità di Medellín di una larghezza tra gli 80 ed i 90 km e la parte più stretta, corrispondente alla municipalità di Copacabana, larga poco più di 30 km.

## Storia

### Le origini
Ci sono evidenze archeologiche di insediamenti umani nella valle fin da 10.500 anni a. C., popolazioni di cacciatori e raccoglitori. Gli spagnoli trovarono nel corso della loro conquista gruppi quali gli Aburrá, Yamesí, Pequé, Ebejico, Norisco ed i Maní che abitavano la valle almeno dal V secolo ma furono gli Aburrá a dare il nome alla valle. Essi vivevano di agricoltura (mais, legumi e cotone), tessitura del cotone, commercializzazione di sale ed oreficeria. Sotto il dominio spagnolo essi persero il diritto di possedere terre e furono posti in un sistema feudale e nelle miniere. Le malattie portate dagli europei, il lavoro pesante ed i maltrattamenti ne causarono l'estinzione, almeno per quanto riguarda gli abitanti della valle. In altre regioni del Dipartimento di Antioquia, come Urabá possono essere individuati oggi discendenti dagli antichi abitanti della valle.

### La scoperta spagnola della valle

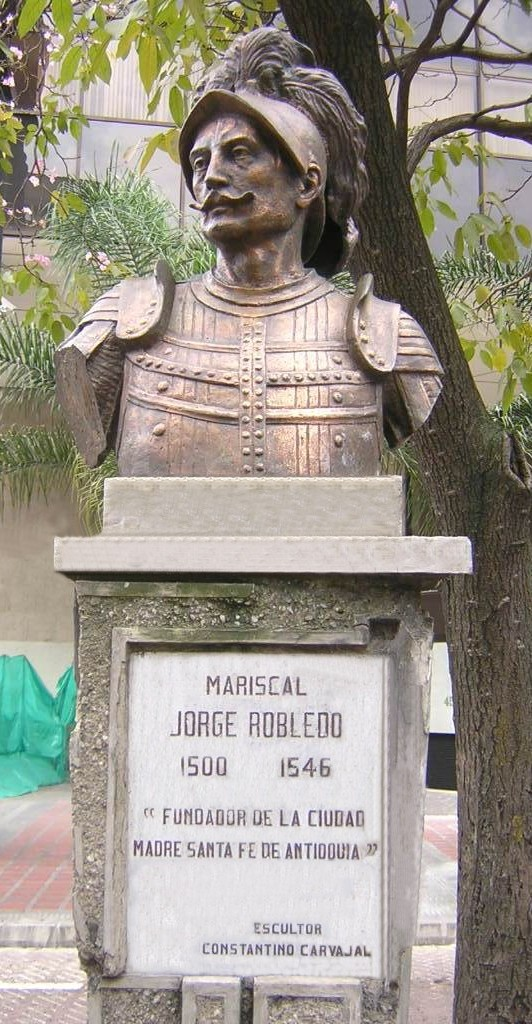
Jorge Robledo.

Nell'agosto del 1541 il maresciallo Jorge Robledo si trovava nell'attuale Heliconia quando vide in distanza ciò che egli pensava fosse la valle. Egli inviò 
Luis Tejelo ad esplorare la zona e questi giunse nella notte del 23 agosto nel mezzo del territorio. Gli spagnoli diedero alla valle il nome di San Bartolomeo che venne successivamente cambiato per gli aborigeni in Aburrá, traducibile in “pittori” a causa delle decorazioni con le quali i nativi ornavano i loro tessuti. Comunque i conquistatori non si sentirono attratti dalla valle a causa della povertà e bellicosità degli indigeni.
Nel 1574 Gaspar de Rodas chiese al consiglio del dipartimento di Antioquia quattro miglia di terra per stabilirvi greggi e scorte di cibo: gliene furono concesse tre. Jorge Restrepo Uribe, Medellín, su Origen, Progreso y Desarrollo.
Nel 1616 Francisco de Herrera y Campuzano vi fondò una colonia con 80 aborigeni chiamata Poblado de San Lorenzo (oggi Piazza El Poblado). Nel 1646 una legge coloniale razziale dispose la separazione fra meticci e mulatti e per questo motivo l'amministrazione coloniale iniziò la costruzione di una nuova città ad Aná, ove oggi risiede il Barrio ed ove fu eretta la Nuestra Señora de la Candelaria de Aná (Nostra signora di Candelaria di Aná). Tre anni dopo fu iniziata la costruzione della Basilica Minore Nostra Signora di Candelaria, ricostruita alla fine del XVIII secolo.

### Lo sviluppo di Medellín
Nel 1674 Medellín divenne la capitale della provincia di Antioquia ed essa divenne negli anni successivi il polo di sviluppo della valle. La nuova città era situata fino al XIX secolo in quello che era noto come El Sitio de Aná (oggi Barrio), lungo il rio Sant'Elena ed il fiume Medellín. Località come El Poblado, Barrio La América, Barrio Robledo, Barrio Manrique, erano solo cittadine rurali. Altre città come Envigado and Bello erano solo villaggi.
Durante la prima parte del XX secolo Medellín iniziò la sua rivoluzione industriale attirando un gran numero di proprietari terrieri da diverse zone di Antioquia. La piccola capitale divenne una città sovrappopolata di più di un milione di abitanti. Ciò ebbe un effetto diretto sugli altri villaggi nella valle di Aburrá: molti di essi furono integrati in città in via di sviluppo come Robledo, La América, La Floresta, El Poblado, Manrique ed altre che divennero esse stesse città parte dell'attuale Area Metropolitana di Medellín dagli anni settanta.

## Le città di Aburrá

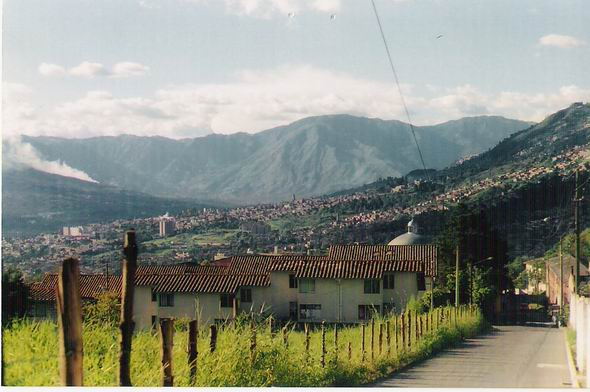
Veduta da nord della Valle Aburrá da Barrio Buenos Aires, Medellín.

La valle di Aburrá conta dieci città tra le sue montagne:
- Barbosa, posta nella parte inferiore della valle
- Bello, seconda città più popolata dopo Medellín.
- Caldas, posta al livello più alto della valle
- Copacabana, nella parte più stretta della valle
- Envigado
- Girardota
- Itagüí
- La Estrella
- Medellín, nella parte più piana, larga e popolosa parte della valle
- Sabaneta

## Descrizione

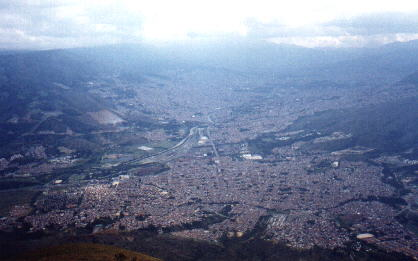
Valle Aburrá dalla montagna Quitasol a Bello.

Tutte le parti piane della valle sono popolate. La maggior parte della popolazione vive in Medellín e la densità è inferiore verso sud e verso nord. La zona centrale si divide in due rami per formare la valle ed è attraversata del fiume Medellín che ha il suo inizio in Caldas e sfocia nel fiume Porce.